# Pilosella stoloniflora
Pilosella stoloniflora — вид рослин із родини айстрових (Asteraceae).

## Біоморфологічна характеристика
Це багаторічна м'яко-волосиста трав'яниста рослина з наземною розеткою листя, найчастіше 12–25(30) см заввишки. Стебла прямі чи короткі висхідні, прості, тонкі, порослі зірчастими, залозистими й простими волосками. Листки цільні, трав'янисто-зелені, верх із численними м'якими світлими простими волосками, без зірчастих волосків; низ укритий численними простими й зірчастими волосками. Приземні листки 6–12 см завдовжки, стеблових листків один чи два, менші. Синцвіття складаються з 2–4 кошиків. Обгортка від яйцеподібної до напівкулястої форми, її листочки лінійно-ланцетні, на верхівці тупо-загострені, волохаті. Квітки тільки язикові, до 13 мм, пурпурові чи оранжево-червоні, з крайовими квітками на нижній стороні з червоними смугами. Плоди коричнево-чорні. Квітне у червні й липні.

## Середовище проживання
Зростає у Європі (Англія, Швеція, Франція, Нідерланди, Німеччина, Швейцарія, Австрія, Італія, Польща, Чехія, Словаччина, Хорватія, Боснія та Герцеговина, Румунія, Латвія, Білорусь, Україна, євр. Росія).
Росте на луках, по краях доріг, часто в порушених місцях, зазвичай на кислих ґрунтах, бідних поживними речовинами.